# Jarosław Fazan
Jarosław Stanisław Fazan (ur. 1966) – polski literaturoznawca, doktor habilitowany nauk humanistycznych, nauczyciel akademicki Uniwersytetu Jagiellońskiego w Krakowie, dziekan Wydziału Polonistyki UJ, specjalista w zakresie dramatu i teatru współczesnego, historii literatury polskiej, literaturoznawstwa, polskiej literatury współczesnej, historii literatury.

## Życiorys
W 1995 na podstawie napisanej pod kierunkiem Ewy Miodońskiej-Brookes rozprawy pt. Między światem a tekstem. Przemiany Ja mówiącego w liryce Mirona Białoszewskiego otrzymał w Instytucie Filologii Polskiej Wydziału Filologicznego UJ stopień naukowy doktora nauk humanistycznych dyscyplina literaturoznawstwo specjalność literaturoznawstwo. W 2012 na Wydziale Polonistyki UJ na podstawie dorobku naukowego oraz rozprawy pt. Od metafory do urojenia. Próba patografii Tadeusza Peipera uzyskał stopień doktora habilitowanego nauk humanistycznych dyscyplina literaturoznawstwo specjalność historia literatury.
Dziekan Wydziału Polonistyki UJ w kadencjach 2020–2024 i 2024–2028, w latach 2016–2020 prodziekan do spraw studenckich; profesor w Katedrze Krytyki Współczesnej.
Zawarł związek małżeński z Katarzyną Fazan.
W 2020 odznaczony Srebrnym Krzyżem Zasługi.